# Harm Tees
Harm Tees (Vlagtwedde, 29 juli 1946 – Vledder, 10 mei 2013) was een Nederlands ambtenaar en politicus van de VVD.

## Biografie
Hij begon zijn ambtelijke carrière in 1963 bij de gemeente Vlagtwedde. In 1970 ging hij werken als juridisch medewerker bij een bouwkundig bureau. Rond 1973 maakte Tees de overstap naar de gemeente Amsterdam, waar hij ging werken als juridisch medewerker van de Dienst Stadsontwikkeling. In februari 1980 werd de VVD'er Tees benoemd tot burgemeester van Oosterbroek, wat in die linkse gemeente voor nogal wat commotie zorgde. Op 1 januari 1990 fuseerde Oosterbroek met de gemeenten Meeden en Muntendam tot de nieuwe gemeente Oosterbroek (later hernoemd tot gemeente Menterwolde), waarbij zijn functie kwam te vervallen. Hierna was hij bijna anderhalf jaar medewerker van het Kabinet van de Commissaris van de Koning in Groningen. In juni 1991 werd Tees de burgemeester van de Zeeuwse gemeente Westerschouwen, maar ook daar kreeg hij te maken met een gemeentelijke herindeling waarbij die gemeente op 1 januari 1997 opging in de fusiegemeente Schouwen-Duiveland. Begin 1997 keerde hij terug naar het noorden om waarnemend burgemeester te worden van de Drentse gemeente Vledder, die op 1 januari 1998 opging in de gemeente Westerveld. Hij was actief betrokken bij de Vereniging van Vrijzinnig Hervormden (VVH), waarvan hij ook de voorzitter is geweest. Tees overleed in 2013 op 66-jarige leeftijd.